# 紐結理論

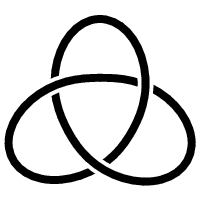
最简单的三叶结

纽结理论 （英語：Knot theory） 是拓扑学的一个分支，研究纽结的拓扑学特性。

较为复杂的纽结

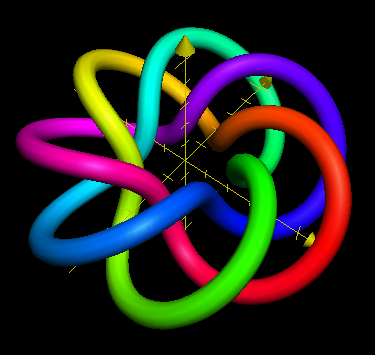
用三维模型展示扭结

## 历史
结绳纪事由来远古，但从数学上研究纽结，始于德国数学家卡爾·弗里德里希·高斯，高斯研究电磁场的性质，认为与纽结有关。1867年开尔文勋爵认为原子是以太漩涡的纽结，可用不同种类的纽结将原子分类，并用来解释为何原子的吸收光谱呈现不连续的现象。
苏格兰理论物理学家彼德·G·泰特用多年时间研究出纽结分类表，相信他正在创造一个元素表。1887年证明“以太”不存在，“以太漩涡论”成为过时理论。十九世纪末叶，产生拓扑学，纽结论再次成为热点研究课题。今日纽结论的应用包括弦理論、DNA复制和统计力学等领域。

### Reidemeister移動

The Reidemeister moves

1927年，J.W. 亞歷山大 和G.B. Briggs，以及 Kurt Reidemeister 獨立地提出了如何判定兩個結是相同的方法：如果由一個結可以透過幾種基本的動作變成另一個結，它們便是相等的。這些運算稱為Reidemeister移動。

### 高阶纽结图
一個{\displaystyle n}維球，只可以在{\displaystyle n+2}維空間扭成結，而且必定能在{\displaystyle n+3}維空間解結。（E.C. Zeeman）

### 纽结連通和
兩個結可以「相加」。考慮兩個結的平面投影，假設投影不相交。在平面找出一個長方形，使得每個結都有一條線在長方形內，結的邊靠近長方形的對邊，而且長方形其他部分沒有和結相交。將兩線剪開，上面的部分和上面的部分連起，下面的和下面的連起。這運算稱為連通和。
這個在結的運算，形成了一個交換的么半群，且有素分解：如果一個結K只可以寫作K+0=K或0+K=K，K便是素纽结。（0表示沒有扭過的結。）

## 陈-西蒙斯理论和纽结多项式
三维的陈-西蒙斯理论生成很多重要的纽结多项式和纽结不变量：
| 陈西规范群G  | 纽结多项式或不变量             |
| ------------ | ------------------------------ |
| SO(N)        | 考夫曼多項式                   |
| SU(N)        | HOMFLY多項式                   |
| SU(2)或SO(3) | 鍾斯多項式（跟括號多項式有关） |
| U(1)         | 环绕数                         |

## 参看
- 結 (數學)（英语：Knot_(mathematics)）
- DNA拓撲
- 紐結多項式
- HOMFLY多項式
- 分子結